# لام للأبحاث
لام للأبحاث (بالإنجليزية: Lam Research Corporation)‏ هي شركة أمريكية تعمل في مجال تصميم وتصنيع وتسويق وخدمة معدات معالجة أشباه الموصلات المستخدمة في تصنيع الدوائر المتكاملة. يتم استخدام منتجاتها بشكل أساسي في معالجة الرقاقات الأمامية، والتي تتضمن الخطوات التي تنشئ المكونات النشطة لأجهزة أشباه الموصلات (الترانزستورات والمكثفات) وأسلاكها (التوصيلات البينية). تقوم الشركة أيضًا ببناء معدات للتغليف على مستوى الرقاقة (WLP) ، ولأسواق التصنيع ذات الصلة مثل الأنظمة الكهروميكانيكية الدقيقة (MEMS).
تأسست شركة لام للأبحاث في عام 1980 من قبل الدكتور David K. Lam ويقع مقرها الرئيسي في فريمونت ، كاليفورنيا ، في وادي السيليكون.